# It Was a Very Good Year
It Was a Very Good Year ist ein 1961 von Ervin Drake geschriebenes Lied. Es wurde zuerst vom The Kingston Trio für sein Album Goin' Places aufgenommen. Das Lied wurde in der 1965 veröffentlichten Coverversion von Frank Sinatra ein international bekannter Hit, der sich auch zum Jazzstandard entwickelte.

## Kennzeichen und Entstehungsgeschichte des Songs
Der Song handelt von den Liebschaften, die der Sänger im Laufe seines Lebens hatte. In der letzten Strophe reflektiert er über sein Alter und denkt an sein Leben, das er mit einem guten Wein vergleicht; alle seine Romanzen kommen ihm so süß wie ein guter Qualitätswein vor.
An einem Abend informierte Drake ein befreundeter Verleger, dass Bob Shane ihn am nächsten Tag besuchen werde, da er ein Lied brauche. Wenn er den Song bis dahin schreibe, wäre die Bezahlung gesichert. Drake schrieb den Song in zehn Minuten, griff dabei aber auf das Bild vom Wein, der für das Leben steht, zurück, an das er schon eine Zeitlang dachte.

## Coverversionen
Sinatras Interpretation von It Was a Very Good Year wurde 1966 mit dem Grammy für die beste männliche Gesangsdarbietung ausgezeichnet, der Arrangeur Gordon Jenkins erhielt den Grammy für das beste Arrangement als Gesangs- oder Instrumentbegleitung. Das Lied erreichte Platz 28 der Billboard Hot 100 und wurde Sinatras erster Nummer-eins-Hit in den Easy Listening Charts.
Auch Lonnie Donegan, Wes Montgomery, Herb Alpert & the Tijuana Brass, Richie Havens und Eddie Harris veröffentlichten Versionen des Stücks. Robbie Williams nahm für sein Album Swing When You’re Winning eine Version auf, in der er ein Duett mit Sinatras Originalstimme singt.